# Saint-Sorlin-de-Conac
Saint-Sorlin-de-Conac è un comune francese di 215 abitanti situato nel dipartimento della Charente Marittima nella regione della Nuova Aquitania.

## Società

### Evoluzione demografica
Abitanti censiti